# Hemminki Maskulainen
Hemminki Maskulainen ou Hemming Henrikinpoika Hollo ou Hemmingius Henrici ou Hemminki Masku (né vers 1550– mort en 1619) est un prêtre finlandais, auteur de cantiques et traducteur vers le finnois.
Il élabore le premier recueil de cantiques de l'église évangélique-luthérienne de Finlande intitulé Yxi Wähä Suomenkielinen Wirsikirja. Il influencera par ce travail la poésie des cantiques en langue finnoise.

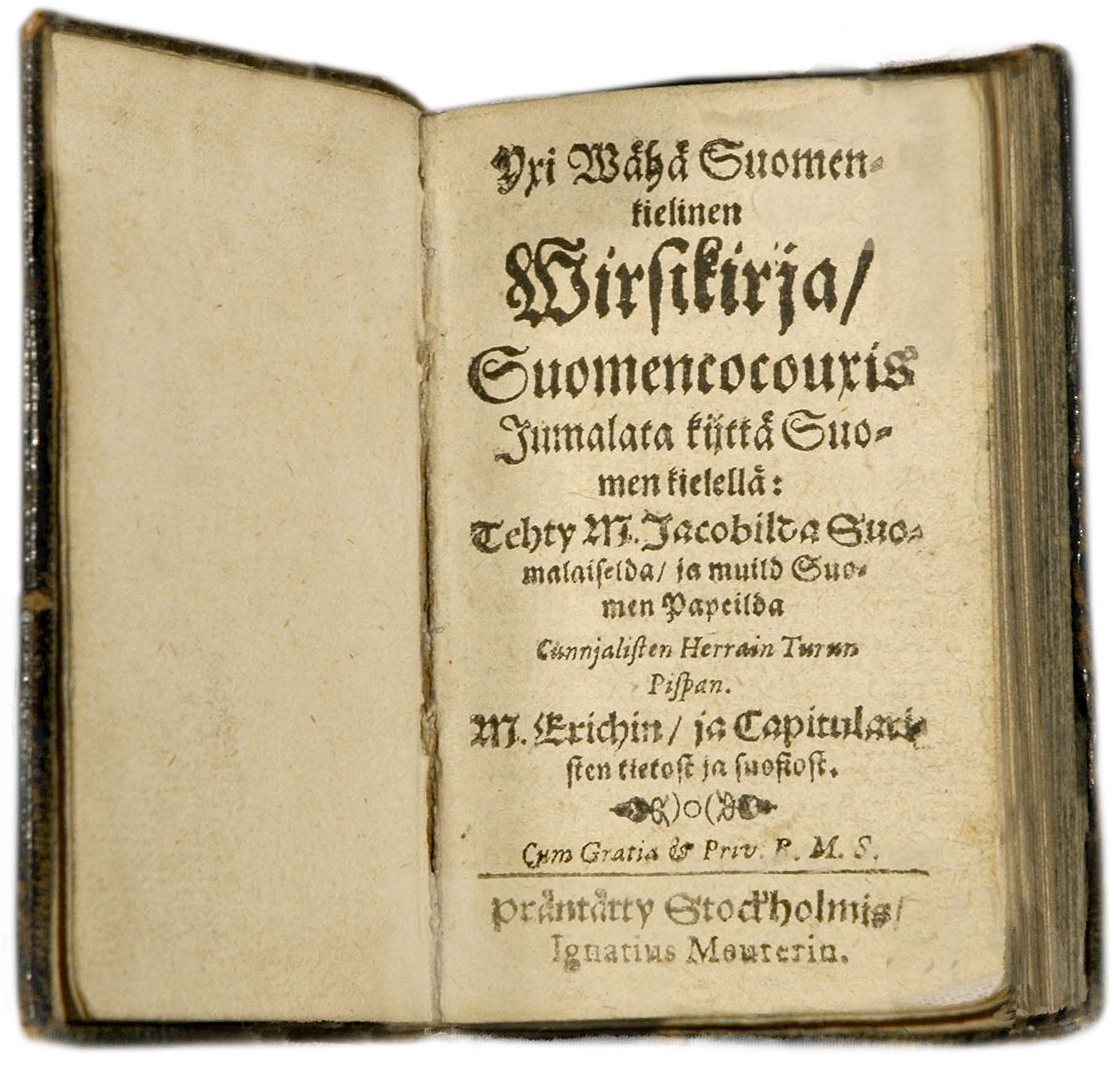
recueil de cantiques élaboré par Hemminki Maskulainen.

## Biographie
Hemminki Henrikinpoika nait vers 1550 à Turku dans une famille bourgeoise. Il étudie à l’école de la cathédrale de Turku (fi) où enseignent entre autres Eerik Härkäpää (fi) et Jacobus Finno (fi) (Jaakko Suomalainen) formés à l'étranger. Hemminki a peut-être aussi étudié à l'étranger comme c'était habituel, mais aucune certitude n'existe à ce propos.
Quand il est consacré prêtre, Hemminki est nommé au poste de vicaire de Masku en 1586. En plus de ses responsabilités, il travaille à développer le livre de cantiques en finnois commencé par Jacobus Finno. La version du livre de cantiques de Hemminki Maskulainen paraît, probablement en 1605, sous le titre de Yxi Wähä Suomenkielinen Wirsikirja, que l'on ne connait que par sa seconde édition de 1639.
Le recueil Yxi Wähä Suomenkielinen Wirsikirja contenait les 101 cantiques de Jacobus Finno auxquels Maskulainen a ajouté 141 nouveaux cantiques. La plus grande partie était faite d'adaptations assez libres en finnois de traductions du suédois, de l'allemand, du latin et du danois. Hemminki a probablement écrit lui-même 26 cantiques. En complément le livre contient cinq cantiques écrits par le doyen de la cathédrale, Petrus Melartopaeus. Le livre recueille en tout 242 cantiques.
Le livre de Hemminki Maskulainen sert de structure pour le recueil de cantiques paru en 1701, et nommé Vanha virsikirja, dont l'utilisation générale durera jusqu'à la fin du XIXe siècle et qui est encore utilisé de nos jours dans certains cercles de prières du sud ouest de la Finlande. Dans le recueil de cantiques paru en 1986, on retrouve l'inspiration de 17 cantiques écrits par Hemminki et de 28 des cantiques qu'il a traduits.
Hemminki Maskulainen a aussi élaboré la traduction en finnois des Piae Cantiones qui parait en 1616 avec le titre Vanhain Suomen maan pijspain ja Kircon Esimiesten Latinan kielised laulud. Dans son recueil on trouve sept chants qui n'existent pas dans les versions latines de 1582 et de 1625.